# ماریکو کاوانا
ماریکو کاوانا (انگلیسی: Mariko Kawana؛ زاده ۹ نوامبر ۱۹۶۷) یک بازیگر پیشین پورنوگرافی و نویسنده فعلی اهل ژاپن است.